# Avendita
Avendita è un piccolo borgo dell'Umbria, frazione del comune di Cascia, in provincia di Perugia.
Il paese, abitato da 148 persone (dati Istat, censimento 2001), è situato ad un'altitudine di
873 m s.l.m. e domina l'altipiano omonimo, posto lungo la strada che collega Cascia a Norcia attraverso la Valle Onica. Un tempo centro agricolo circondato da vigneti e campi coltivati, oggi è meta di turismo estivo.

## Storia
La villa sorse su un insediamento romano o pre-romano, come dimostrano i numerosi reperti ed epigrafi latine trovati soprattutto nei pressi della chiesa parrocchiale di San Procolo. Non si hanno notizie sull'origine del nome del paese, che apparse per la prima volta nel 1080 (Aventedani) in una donazione fatta all'abate Berardo di Farfa di alcuni beni di un certo Arduino Prete, figlio di Letone, castaldo nel Ducato di Spoleto.
La storia del paese è stata segnata da cinque importanti eventi sismici: i terremoti del 1599, 1703, 1730, 1979 e 2016.
Del terremoto del 1599 non si hanno molte notizie, ma provocò enormi danni sia nel paese che nelle zone limitrofe.
Di quello del 1703 si sa che il paese fu quasi totalmente distrutto: di 177 abitanti ne sopravvissero solo 29. La tragedia si verificò in una notte d'inverno, quando i focolai erano tutti accesi per riscaldare le case di legno: fu così che si verificarono una serie di incendi che uccisero la maggior parte della popolazione. Il sisma distrusse anche il vicino castello medioevale chiamato Castello Innocente o Cieca Cascia. Il successivo terremoto del 1730 colpì la popolazione che ancora non aveva provveduto alla ricostruzione del paese.
Nel 1979 un altro terremoto di notevole intensità colpì la zona. Non ci furono vittime ma il paese fu di nuovo distrutto e la popolazione costretta a vivere in alloggi provvisori fino a quasi la metà degli anni '90.
Nel 2016 Avendita subisce notevoli danni derivanti dalle forti scosse di terremoto del 24 agosto, del 26 ottobre e del 30 ottobre, fortunatamente senza vittime. I residenti  però sono costretti ad abbandonare le proprie abitazioni pericolanti.

## Monumenti e luoghi d'interesse
- Chiesa di S. Procolo (XIV secolo), contenente un organo di fine Cinquecento di autore ignoto costruito per il Duomo di Spoleto, fu trasferito alla chiesa del Monastero di Cascia nel 1627 grazie all'intervento dell'organaro Armodio Maccioni di Cerreto di Spoleto e successivamente, nel 1860 spostato alla chiesa di S. Procolo. Lo strumento è dotato dei seguenti registri: Principale 8', Ottava, Decimaquinta, Decimanona, Vigesimaseconda, Vigesimasesta, Vigesimanona, Voce Umana 8', Flauto 4', Usignoli, Tastiera scavezza 45 tasti. Lo strumento è conservato presso il Deposito Beni Culturali Mibac di Spoleto a seguito dei danni provocati dal sisma 2016.

## Tradizioni e folclore
Pasquarelle
Manifestazione che si inizia il 2 gennaio e culmina il 6 gennaio. In questo periodo tutta la popolazione si reca di casa in casa dei paesi limitrofi cantando canzoni tradizionali che augurano un buon anno nuovo, raccontano fatti religiosi come la nascita di Gesù e l'arrivo dei re Magi ed infine sollecitano l'ascoltatore ad offrire cibo e bevande ai cantori.
Questa manifestazione diede origine negli anni Settanta ad un gruppo folkloristico chiamato "I Pasquarellani di Avendita".
Canto a "Fiju Maschiu/Femmina"
Ogni volta che nasce un bambino l'intera popolazione si reca a casa dei genitori e attraverso i canti porge loro le felicitazioni. Tutto questo accompagnato da cibo e vino.
Pellegrinaggio alla "Madonna di Viezzu"
Il 15 agosto ci si reca all'alba in una chiesa lontana dal centro abitato a cui si accede solo attraverso una mulattiera.